# Уйта (Архангельська область)
Уйта (рос. Уйта) — присілок в Виноградовському районі Архангельської області Російської Федерації.
Населення становить 193 особи. Органом місцевого самоврядування до 2021 року було Моржегорське муніципальне утворення.

## Історія
Від 1937 року належить до Архангельської області.
Від 2004 року належить до муніципального утворення Моржегорське муніципальне утворення.

## Населення
| 2002 | 2010 | 2012 |
| ---- | ---- | ---- |
| 297  | ↘202 | ↘193 |